# Vetrișoaia
Vetrișoaia là một xã thuộc hạt Vaslui, România. Dân số thời điểm năm 2002 là 3470 người.